# Principessa per una notte
Principessa per una notte (Старая, старая сказка) è un film del 1968 diretto da Nadežda Nikolaevna Koševerova.